# Elaphoglossum obovatum
Elaphoglossum obovatum är en träjonväxtart som beskrevs av John T. Mickel. Elaphoglossum obovatum ingår i släktet Elaphoglossum och familjen Dryopteridaceae. Inga underarter finns listade.